# Tanumshede
Tanumshede är en tätort i Bohuslän och centralort i Tanums kommun, Västra Götalands län, 55 km nordväst om Uddevalla. Orten ligger strax väster om E6, nästan exakt mitt emellan Oslo och Göteborg, och inte långt från kustsamhällena Grebbestad och Fjällbacka. Tanumshede ligger i hällristningsområdet i Tanum som är upptaget på Unescos världsarvslista.

## Historia

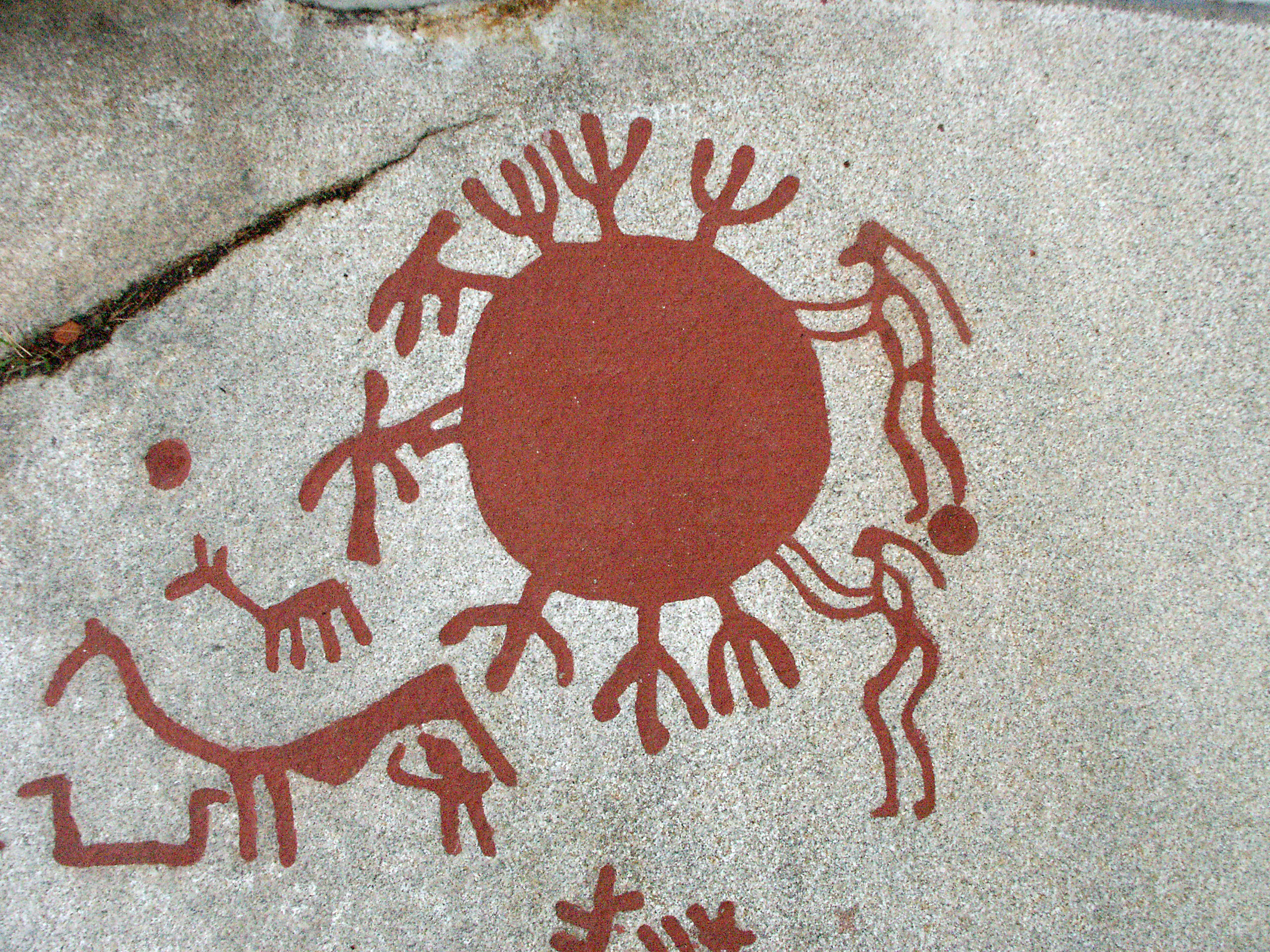
Hällristning vid Aspeberget.

### Äldre historia
Området har varit bebott sedan lång tid tillbaka. Runt orten har ett stort antal hällristningar från bronsåldern hittats. Inom tätorten finns ett gravfält från järnåldern och strax utanför några gravhögar från bronsåldern.
Cirka tre kilometer norr om Tanumshede ligger gården Håkeby. Den omnämns av Snorre Sturlasson i Heimskringla. Han skriver att den norske kungen Olav Kyrre dog av sjukdom här 1093. Detta antyder att det på den tiden låg en kungsgård här. Platsen kan möjligen ha varit ett lokalt politiskt maktcentrum redan på järnåldern.
Området blev under medeltiden en knutpunkt där Kungsvägen mellan Oslo och Köpenhamn korsade en annan väg som löpte mellan kusten och inlandet. Dagens Tanumshede växte sedan fram ur kyrkbyn Vinbäck och bebyggelsen runt tingsplatsen och gästgiveriet vid Hede.

### Vinbäck

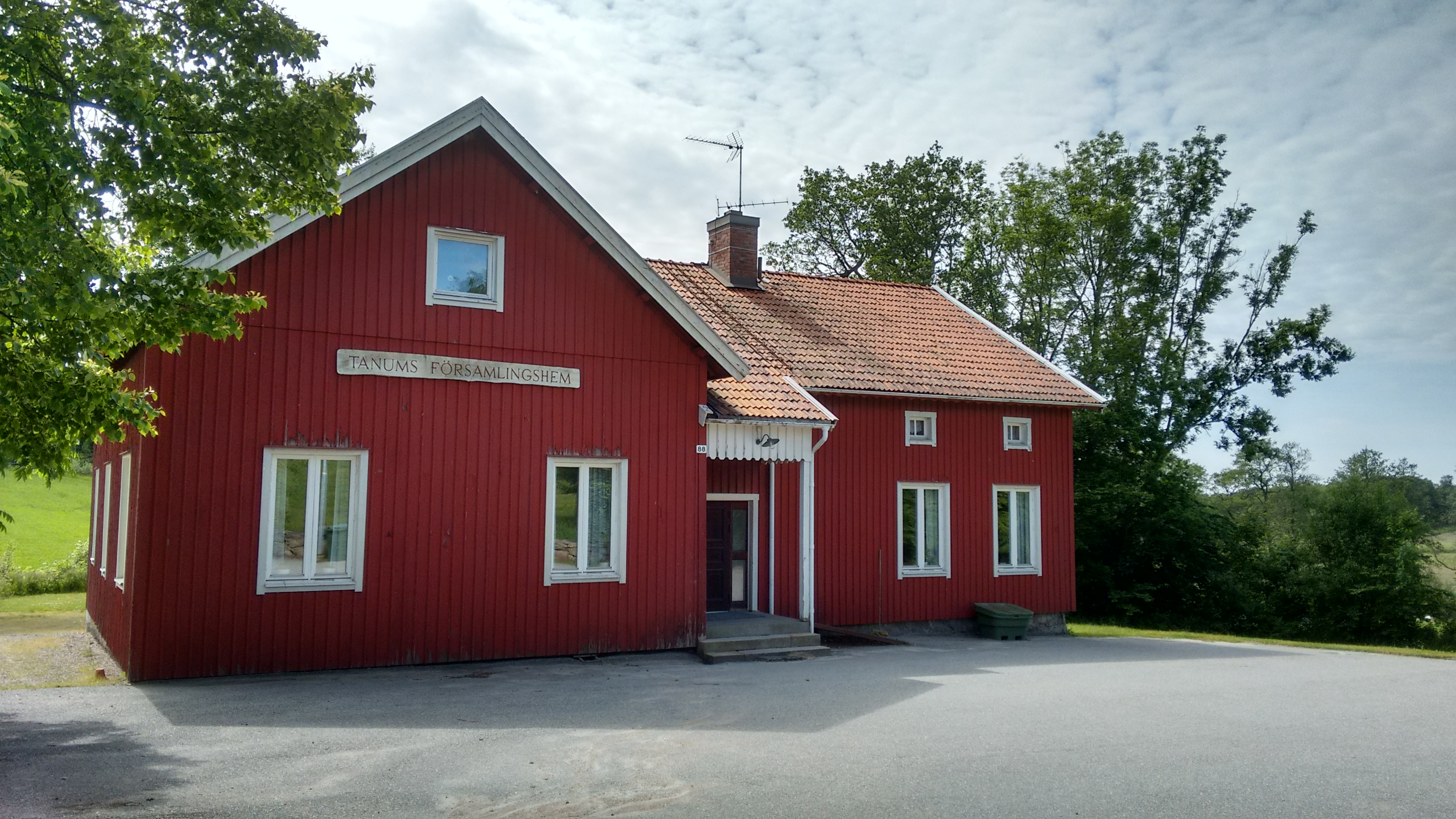
Tanums gamla församlingshem, tidigare ortens första skola.

Någon gång under slutet av 1100-talet uppfördes antagligen den första sockenkyrkan i Tanum. Den renoverades eller ersattes omkring 1640 av en ny. Några årtionden senare, 1680, byggdes en prästgård. Runt kyrkan växte efter hand en kyrkby kallad Blodbäck fram. Byn bytte senare namn till Vinbäck då det ursprungliga namnet ansågs olämpligt.
1711, under det stora nordiska kriget, ockuperades Bohuslän av den danske ståthållaren i Norge, Valdemar Löwendahl. Prästgården plundrades och förstördes och kyrkan användes som förrådsbyggnad. De dansk-norska trupperna drevs tillbaka men kriget återkom till Tanum sju år senare i samband med Karl XII:s norska fälttåg. Kungen stupade som bekant vid Fredrikstens fästning den 30 november 1718. Då hans lik fördes till Stockholm stannade processionen en natt i Tanums prästgård. Runt samma tid, december 1718, blev den svenske "rikshushållaren" Baron Georg Heinrich von Görtz arresterad i samma prästgård. Han dömdes senare till döden och avrättades i februari efterföljande år.
Under slutet av 1700-talet och början av 1800-talet skapade kyrkoherde Gomer Brunius ett mönsterjordbruk på prästgårdens marker med bland annat potatisodlingar, vilket var ovanligt vid den tiden. Brunius var också täckdikare och utdikade myrar och sank mark och på så sätt ökade prästgårdens uppodlade areal avsevärt. Han insåg även nödvändigheten av att tillföra jorden gödsel och startade därför ett trankokeri för att få sillgrums till gödning. Intresset för odling resulterade i att han köpte Mjölkeröds gård, där ett tegelbruk anlades. 
Brunius blev senare prost, teologie doktor och mottog Nordstjärneorden. Han hade vidare privilegiet att i prästgården husera Gustav III och hans kungliga visitation.
Prästgården uppfördes 1779, samma år som Brunius tillträdde i Tanum. I prästgårdens stora rum i bottenvåningen återfinns än i dag etsningar över pastoratets kyrkor, och dörrarna pryds av smidda gångjärn, troligen från byggnadens uppförande. Ursprungligen utgjorde arrendatorbyggnaden och, förmodligen en likadan byggnad söder om prästgården, flyglar till prästgården.
Om prästgården skriver historikern Axel Emanuel Holmberg 1867:
| ”                        | Anmärkningsvärt boställe er Prestgården, 2 mantal, är ett det yppersta ecklesiastika hemman i stiftet, hvilket det blivit genom framl. Doktor G. Brunii verksamhet. (...) Prestgården avbrändes 1676 uti Gyldenlöwefejden, og blev forstörd äfven 1711 af Löwendahls trupper. | „ |
| – Axel Emanuel Holmberg, | |   |

1872 byggdes på prästgårdens mark ortens första skola, cirka 100 meter väster om kyrkan. Huset har senare använts som församlingshem.

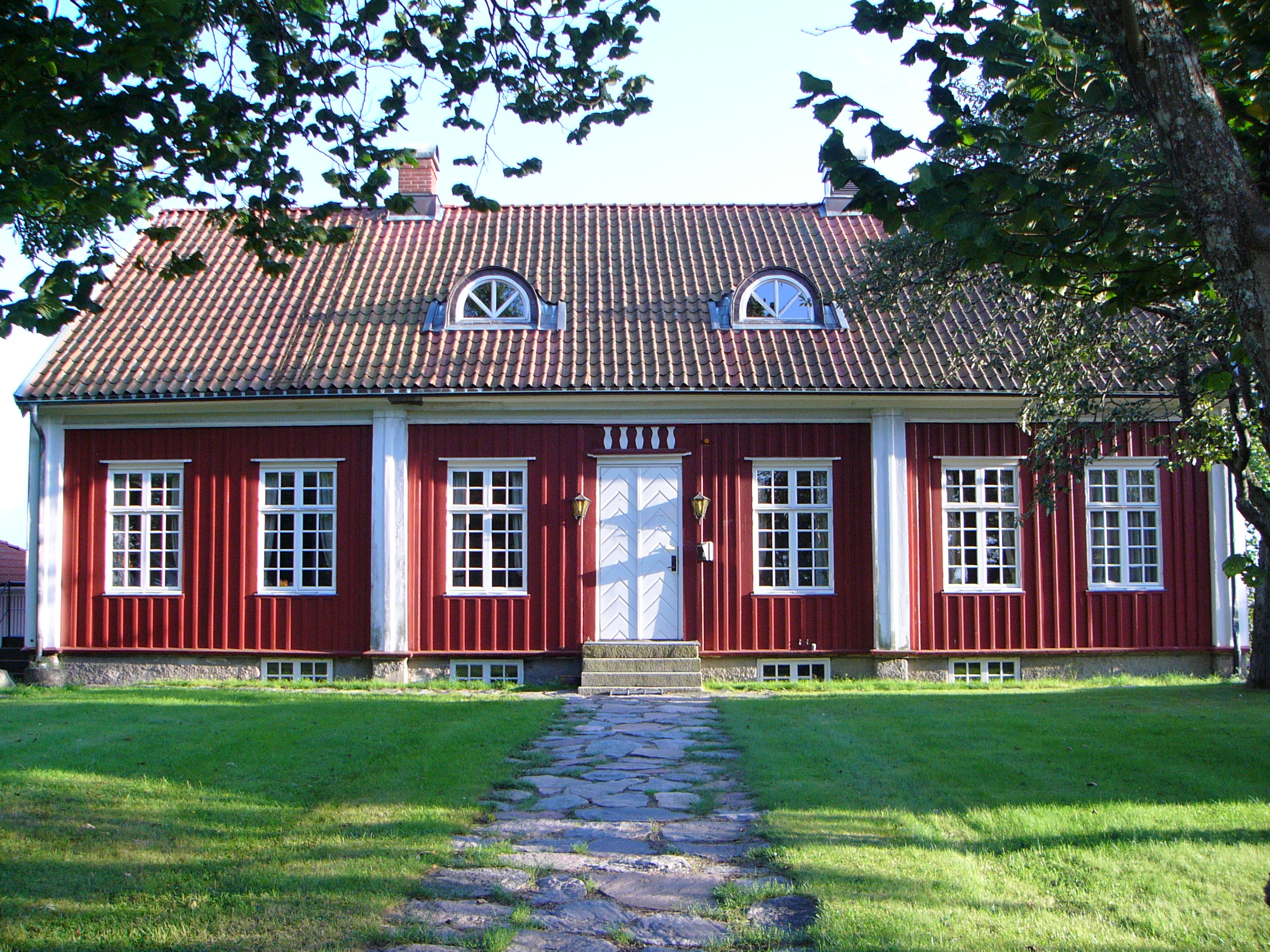
Tanums tingshus.

### Hede
Tingsplatsen för Tanums härad förlades från 1630-talet till en plats kallad Hede, cirka 1 kilometer nordväst om kyrkan. Ett tingshus uppfördes vid tingsplatsen 1788. Som grund användes fundamentet från en tidigare byggnad som hade nyttjats av de danska myndigheterna innan landskapet blev svenskt 1658. Byggnaden hade använts som förråd och fängelse och i tingshusets källare kan man fortfarande se resterna av fängelsecellerna. Tingshuset användes av Tanums tingslag, till 1904, därefter för Kville, Tanums och Bullarens tingslag fram till 1918 då tingsplatsen flyttades till Strömstad.
Några årtionden efter att tingsplatsen hade förlagts till Hede bestämdes att ett gästgiveri skulle öppnas där. Det byggdes 1663 av Björn i Hee på en kulle intill tingsplatsen. Gästgiveriet är fortfarande i drift.
1861 öppnade en poststation intill tingsstället. 1863 skapades genom 1862 års kommunalförordningar Tanums landskommun. Hede blev organisatoriskt centrum för den nybildade kommunen. Hit förlades kommunalstämma, kommunalnämnd och så småningom även fattigvård och skolstyrelse.

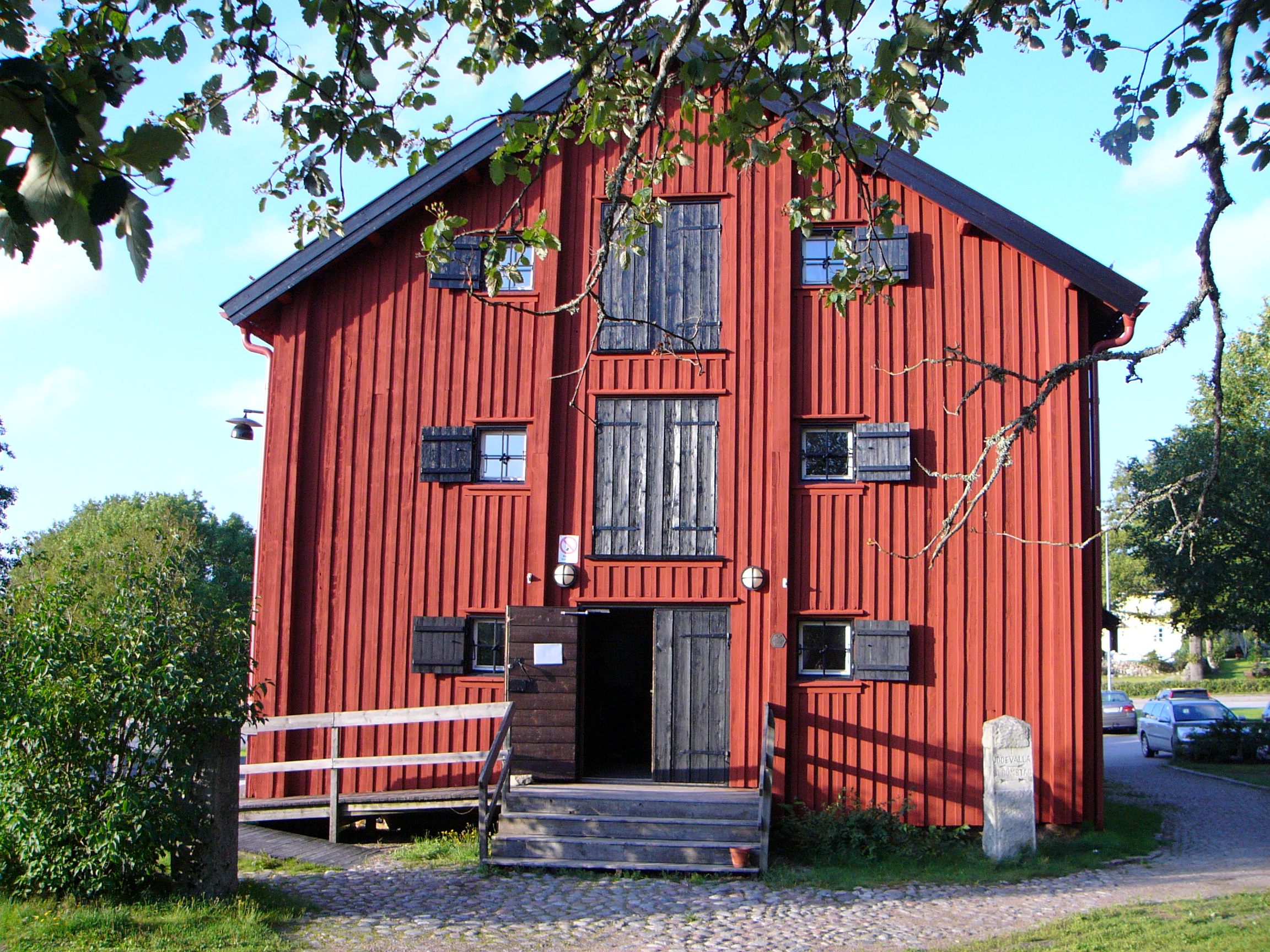
Sockenmagasinet.

Under slutet av 1860-talet drabbades området liksom övriga Sverige av svår missväxt. Till följd av detta uppfördes 1869 ett sockenmagasin vid tingshuset. Här kunde bönderna i trakten förvara sin spannmål och även låna till sådden när det behövdes.
Hede, eller Tanumshede som orten bytte namn till 1903, saknade under lång tid en större bofast befolkning. Så sent som 1910 bodde här endast cirka 15–20 personer. 1939 hade antalet ökat till cirka 200. Den stora befolkningsökningen skedde under 1960- och -70-talen då flera bostadsområden byggdes.

### Tiden efter andra världskriget
Kommunreformerna 1952 och 1971 gjorde att kommunen växte genom sammanslagningar med grannkommuner. Tanumshede behöll dock sin status som administrativt centrum.

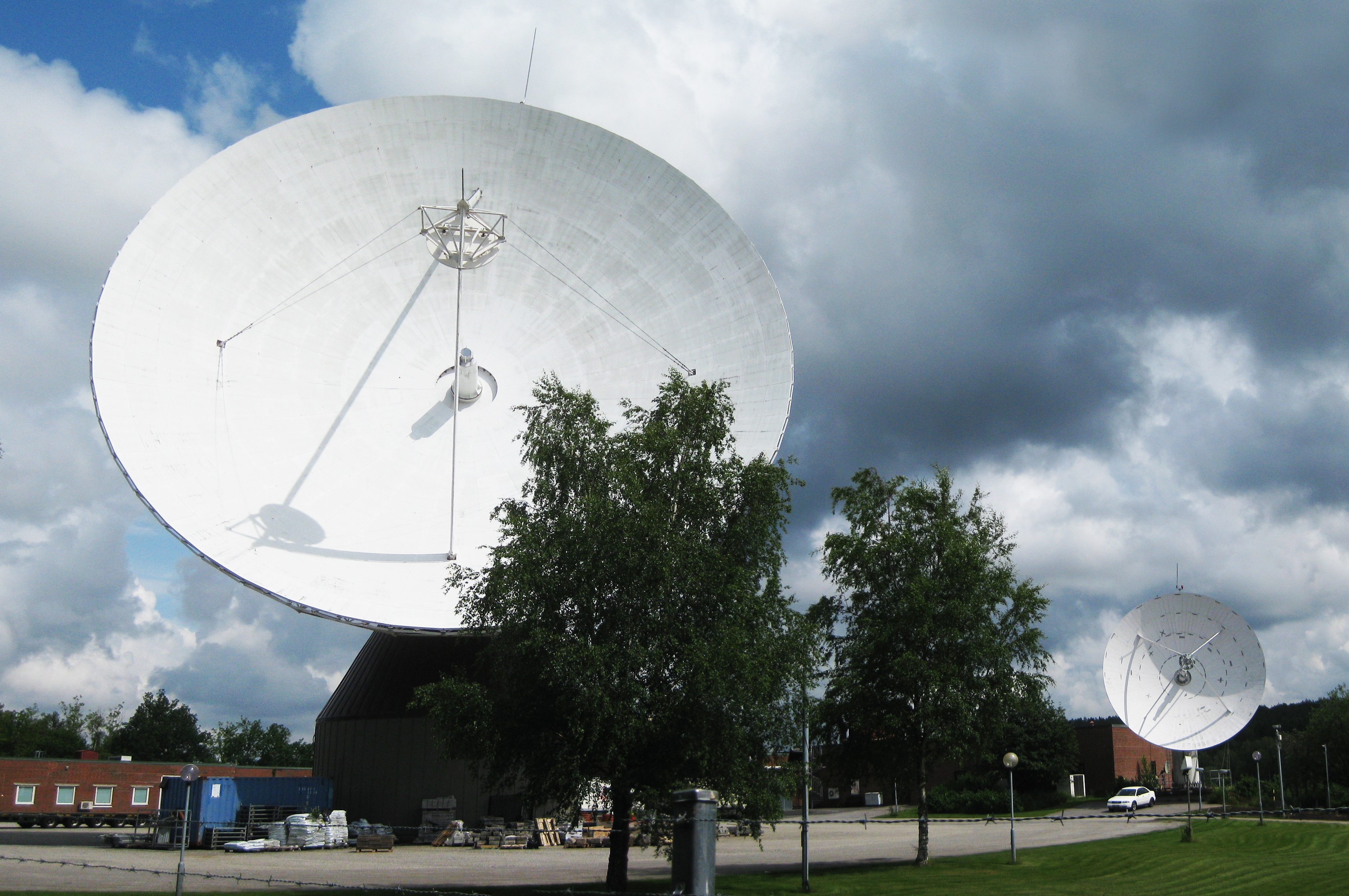
Tanum Teleport.

Ett antal industriföretag etablerade sig under den här tiden i eller strax intill orten. Nämnas kan Volvo (sedermera Lear Corporation och International Automotive Components (IAC)), Extrafilm och Tanums fönster. 1971 öppnades Nordisk Telesatellitstation, senare omdöpt till Tanum Teleport, sydöst om Tanumshede. Anläggningen hanterade telefoni-, data- och TV-trafik till andra kontinenter.
Under 1960-, -70- och -80-talen förändrades samhället kraftigt. Under de två första årtiondena byggdes bostadsområdena Gärdet, Höjden, Hedeskogsvägen och Bergsvägen. Samtidigt började gamla byggnader i centrum rivas för att ge plats åt nya. Detta accelererade under 1980-talet. Merparten av husen längs huvudgatan Affärsvägen tillkom under årtiondet. 
1991 invigdes det nya kommunhuset, inte långt från tingshuset och gästgiveriet. Året efter flyttades E6, som fram till dess hade gått rakt genom samhället, till en ny sträckning öster om tätorten.
1994 upptogs Tanums hällristningar på Unescos världsarvslista genom den världsunika koncentrationen av ristningar i området. Vitlycke blir ett tydligt centrum för forskning och undervisning på området, och tillika en växande turistattraktion. 
2000-talets första årtionde präglades av företagsnedläggningar. Telia Sonera beslutade att avveckla sin satellitverksamhet och Tanum Teleport 2002. Sommaren 2008 stängde IAC sin anläggning. Två år senare gick Extrafilm samma öde till mötes.

### Etymologi
Tanumshede hette ursprungligen Hede. Hede var en liten by vid tingsstället strax norr om sockenkyrkan. 1391 skrivs namnet Hæaedi, dativformen av ordet hed. År 1861 öppnades en poststation i byn, stationen fick namnet Hede. Förväxlingar gjorde att namnet år 1870 ändrades till Tanum. Ytterligare en namnändring år 1903 gav poststationen och därmed orten dess nuvarande namn: Tanumshede.
Vinbäck eller Blodbäck som kyrkbyn hette från början har fått sitt namn från en sägen om ett skotskt plundringståg som sägs ha ägt rum på 800-talet. En grupp skottar som hade landstigit vid Grebbestad begav sig inåt landet för att plundra. De hejdades dock av lokalbefolkningen i ett flertal slag varav ett skall ha ägt rum på platsen för Tanums kyrka. Den bäck som flyter förbi ska då ha färgats av blod.

### Befolkningsutveckling
| Befolkningsutvecklingen i Tanumshede 1960–2020 | Befolkningsutvecklingen i Tanumshede 1960–2020 | Befolkningsutvecklingen i Tanumshede 1960–2020 | Befolkningsutvecklingen i Tanumshede 1960–2020 | Befolkningsutvecklingen i Tanumshede 1960–2020 |
| ---------------------------------------------- | ---------------------------------------------- | ---------------------------------------------- | ---------------------------------------------- | ---------------------------------------------- |
|                                                |                                                |                                                |                                                |                                                |
| År                                             |                                                |                                                | Folkmängd                                      | Areal (ha)                                     |
| 1960                                           | 1960                                           |                                                | 434                                            |                                                |
| 1965                                           | 1965                                           |                                                | 611                                            |                                                |
| 1970                                           | 1970                                           |                                                | 962                                            |                                                |
| 1975                                           | 1975                                           |                                                | 1 287                                          |                                                |
| 1980                                           | 1980                                           |                                                | 1 528                                          |                                                |
| 1990                                           | 1990                                           |                                                | 1 621                                          | 179                                            |
| 1995                                           | 1995                                           |                                                | 1 639                                          | 182                                            |
| 2000                                           | 2000                                           |                                                | 1 625                                          | 186                                            |
| 2005                                           | 2005                                           |                                                | 1 597                                          | 186                                            |
| 2010                                           | 2010                                           |                                                | 1 697                                          | 187                                            |
| 2015                                           | 2015                                           |                                                | 1 774                                          | 207                                            |
| 2020                                           | 2020                                           |                                                | 2 043                                          | 218                                            |
|                                                |                                                |                                                |                                                |                                                |

## Samhället

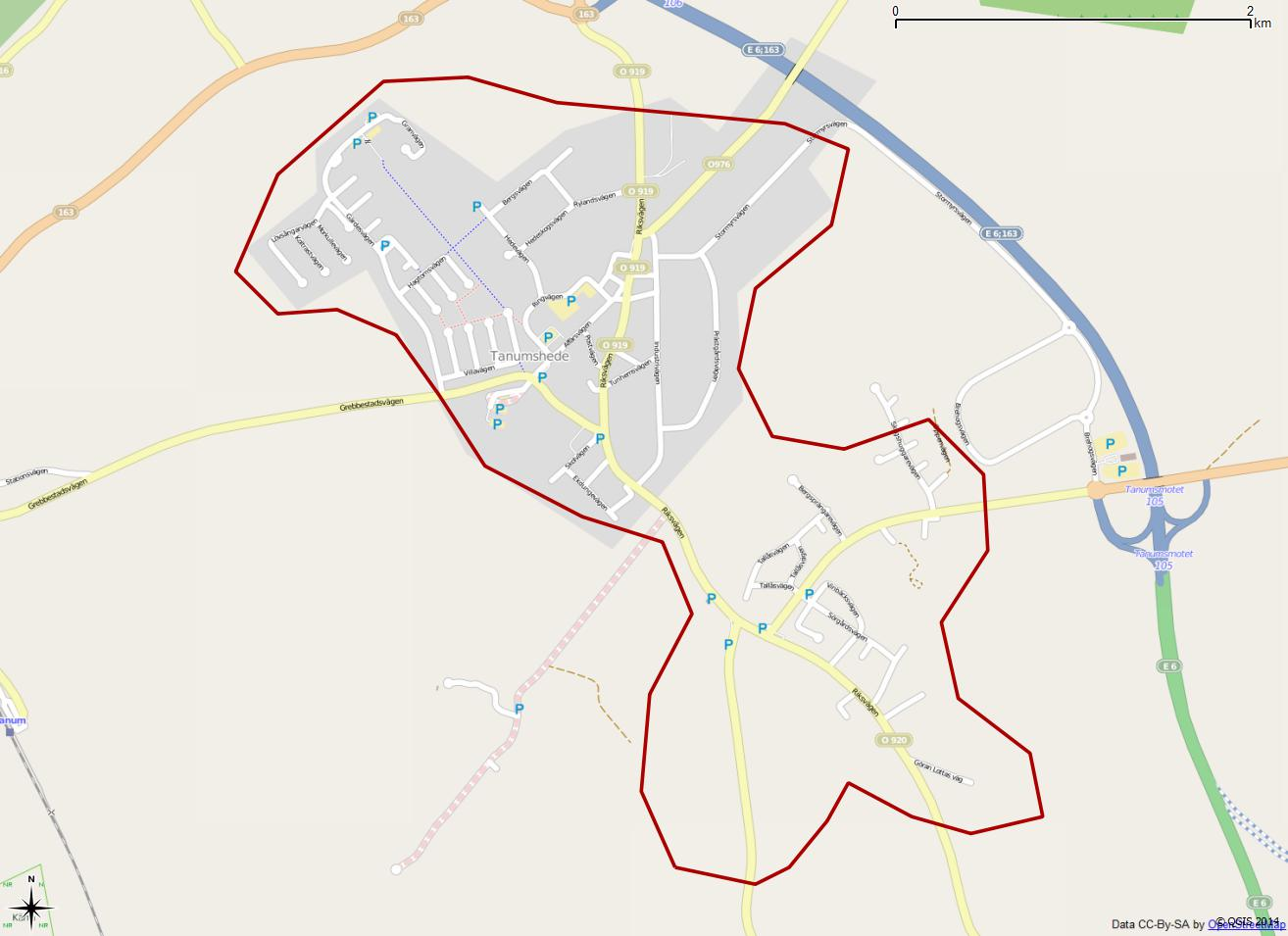
Tätorten Tanumshedes avgränsning 1990.

Samhället delas i två delar av Tanums prästgårds åkrar och Tanumsälven. Den sydöstra delen, Vinbäck, är till största delen ett villaområde. Här ligger även Tanums kyrka och ett antal företag. Intill E6 ligger ett köpcentrum. I den nordvästra delen finns centrum med affärer, serviceanläggningar, bostadsområden med både villor och flerbostadshus och ett industriområde. Här ligger också de K-märkta byggnaderna tingshuset, sockenmagasinet och gästgiveriet.
Tanumshede har två grundskolor och en gymnasieskola. Gymnasieskolan är tillsammans med biblioteket inrymt i kulturhuset Futura. På orten finns två vårdcentraler, apotek, försäkringskassa, arbetsförmedling, idrottsplats, idrottshall och isrink.
Tanumshede ligger på Berghemsmoränen, en ändmorän, som avsattes av inlandsisen för cirka 14 000 år sedan. Uppdämt smältvatten, mellan åsen och isen öster därom, har gjort ett genombrott i moränryggen. Genombrottet finns kvar, som en fördjupning i åsen norr om Tanums kyrka. I botten av fördjupningen rinner idag Tanumsälven. Riksvägen (gamla E6:an) passerar mellan kyrkan och Tanumshede centrum genom fördjupningen och över Tanumsälven.

### Tanum shoppingcenter
I östra delen av samhället, intill E6, ligger Tanum shoppingcenter som öppnade den 15 november 2014. Det ägdes då av VGL Properties AS och den engelska fonden Revcap. Våren 2017 förvärvade Olav Thon Gruppen 55 procent av aktierna i handelsplatsen. 
Byggnadsytan är 40 000 kvadratmeter med cirka 30 butiker varav resten står tomt. I och utanför köpcentret finns konstverk med motiv inspirerade av hällristningarna i Tanum.

## Kommunikationer

### Väg
Motorvägen på E6 passerar strax öster om Tanumshede. Detta är en del av den viktiga motorvägen från Oslo till Köpenhamn via Göteborg. Länsväg 163 som sammanbinder kustorterna Fjällbacka och Grebbestad med inlandet går sedan 2012 via en förbifart norr och öster om orten. Från Tanumshede utgår även vägar söderut mot Kville respektive Rabbalshede, och norrut mot Lur och Knäm. Vägarna mot Rabbalshede och Knäm var tidigare E6, och håller därför god standard. Bussar går norrut till Strömstad och söderut till Uddevalla och Göteborg.

### Järnväg
En av hållplatserna på Bohusbanan, Tanums station, ligger ett par kilometer väster om Tanumshede. Därifrån går tåg norrut till Strömstad och söderut till Uddevalla och Göteborg. Under sommaren finns möjlighet att åka med X 2000 ända till Stockholm.

## Sevärdheter

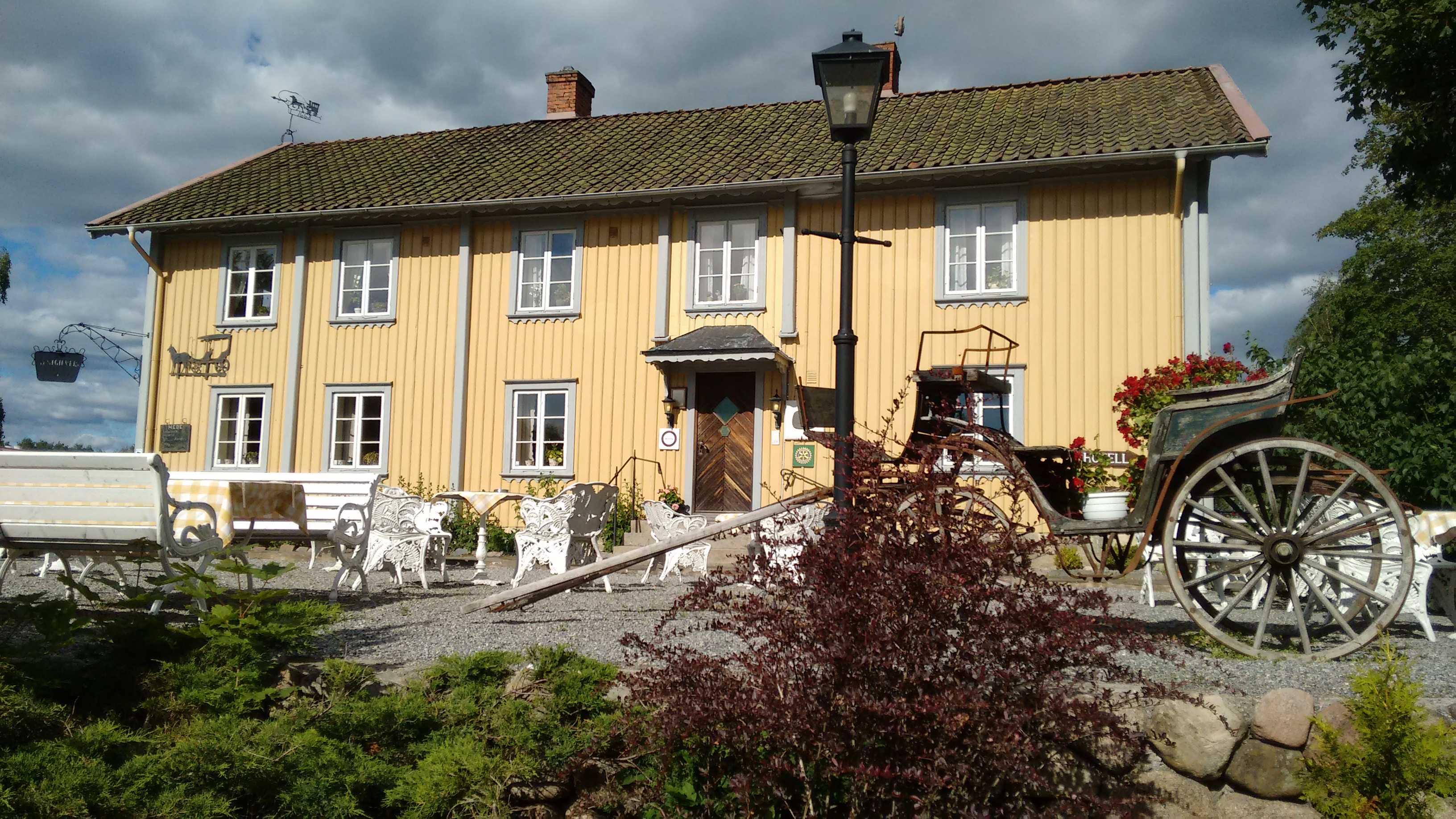
Tanums Gestgifveri.

- Vitlycke museum, drygt 1,5 kilometer söder om Tanums kyrka (mot Kville), vid Vitlycke. Här finns information och utställningar om Tanums hällristningar.
- Tanums hällristningsmuseum Underslös, drygt 1 kilometer från Fossumristningen mot Bullarebygden, är ett dokumentations- och informationscentrum med en utställning om hällristningar i Tanum.
- Tingshuset med stall, sockenmagasinet och gästgiveriet, alla K-märkta.
- Kallebystenen, intill kyrkan.
- Tanum Teleport, cirka 4 kilometer sydöst om Tanumshede, syns från E6.